# Тайт

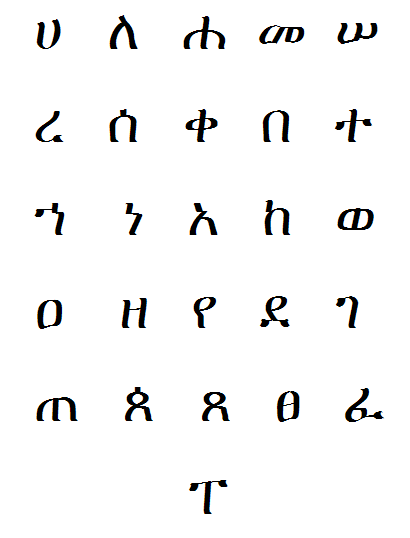

Тайт, тэйт (амх. ጠይት) — буква эфиопского алфавита геэз. В амхарском обозначает эйективный /tʼ/. В гематрии соответствует числу «9». В традиционной записи эфиопских цифр буквами коптского алфавита девятка пишется буквой «тета» — ፱. Число девять по-амхарски также пишется через букву «тайт» — ዘጠኝ.
| O49 |

| O49 |

- ጠ  — тэйт геэз тэ
- ጡ  — тэйт каэб ту
- ጢ  — тэйт салис ти
- ጣ  — тэйт рабы та
- ጤ  — тэйт хамыс те
- ጥ  — тэйт садыс ты (т)
- ጦ  — тэйт сабы то